# Sugar King Park
Sugar King Park är en park i Nordmarianerna (USA). Den ligger i kommunen Saipan Municipality, i den södra delen av Nordmarianerna. Den ligger på ön Nordmarianerna.
Terrängen runt Sugar King Park är kuperad österut. Närmaste större samhälle är Saipan, 3,8 km öster om Sugar King Park. Omgivningarna runt Sugar King Park är en mosaik av jordbruksmark och naturlig växtlighet.